# كهوف مومبوا
كهوف مومبوا، هي إحدى أكبر الكهوف في العالم ويقع في دولة زامبيا والذي يشتهر بالرسومات الصخريّة الأثريّة وهو موقع أثري مهم يقع في وادي كابيشا الشمالي، وهو يحتوي على رسومات صخريّة تعود إلى العصر الحجري القديم، تمّ اكتشافه عام 1938 من قبل الباحث البريطاني "توماس بولاند". عندما تمّ فحص الرسومات الصخريّة في الكهف اكتشفوا أن الرسومات تعود إلى ما يقارب من 20000 سنة قبل الميلاد. 
تصوّر الرسومات الصخريّة في كهف مومبوا في زامبيا الحياة اليوميّة للسكان الأصليين والحيوانات المحليّة، وتعتبر من الأدلّة الهامّة على تاريخ وثقافة المنطقة في العصور القديمة.
بسبب المعالم الأثرية والآثار في كهف مومبوا، أصبح الكهف منطقة سياحيّة، والرسومات الصخرية تجذب الزوّار والباحثين الذين يرغبون في فهم أعماق التاريخ البشري والتطور الثقافي في هذه المنطقة. كذلك من الجدير بالذكر أنه من أكبر كهوف العالم لذلك ستسمع صدًى قويًّا إذا صرخت، ويبلغ الارتفاع في الكهف في بعض الأماكن إلى 200 متر وقد تتّسع لناطحة سحاب مكوّنة من 40 طابق.المساحة الفسيحة والكبيرة داخله تعجّ بالنباتات، وفيه مناخات فريدة من نوعها، واختلاف بالتضاريس، وهناك هوابط عملاقة يصل ارتفاعها إلى 76 متر، أي أطول من عدة طائرات مدنيّة. 
من الجدير بالذكر أنه يوجد تنوّع في أنواع الحجارة في  الكهف وأهمها الحجارة الجيريّة، التي يعود وجودها إلى أكثر من 450 مليون سنة قبل الميلاد أي وجدت قبل الديناصورات. كذلك يوجد عدّة أنهار في الكهف العملاق، وقد تشكّلت بسبب الأمطار الساقطة من فتحات في السقف. هذه الأنهار سريعة وهادئة مثل المزالق في المنتزه المائي قد تقودك إلى متاهات في الكهف لا ندري أين تعج بها .
في 2018 غطس أحد البحّارة في إحدى بحيرات الكهف وصل إلى عمق 78 متر ووجدوا في القاع نفقًا منفصلًا، فأنزل الصيادون صنارة صيد مع وزن، واكتشفوا أنّ عمق النّفق يصل إلى 120 مترًا ويتجاوز طوله أكثر من 800 مترًا، ويتّصل كهف مومبوا بكهف عملاق ثان. يمكنك رؤية الكثير في كهف مومبوا إلى جانب المتاهات والأنهار المطمورة تحت الأرض توجد حجرات فسيحة مملوءة بالبحيرات ويمكنك المشي لساعات على أروقة الجبال والكهف الساحر لكن هذا ممزوج بالخطورة. من المهم ذكره ان يوجد لديه اسم ثاني وهو كهوف الفيل.